# Casu marzu
Casu marzu (cunoscut și sub numele de casu modde, casu cundhídu, sau în italiană formaggio marcio) este un cașcaval din regiunea Sardinia, Italia, deosebit prin faptul că este infestat de larve vii de insecte. Casu marzu înseamnă „brânză putrezită“ în sardă.
Derivat din Pecorino Sardo, casu marzu trece dincolo de stadiul tipic de fermentare, unii considerându-l în stare de descompunere. Fermentarea este produsă de acțiunea digestivă a larvelor muștelor de cașcaval, Piophila casei. Larvele sunt introduse în mod deliberat în cașcaval, inducând un nivel avansat de fermentare și descompunere a grăsimilor din cașcaval. Consistența este moale, cu puțin lichid (numit lagrima, de la lacrimă în Sardă) curgând în afară. Larvele apar ca viermi albi, transparenți, de aproximativ 8 mm. Daca sunt agitate, larvele pot sări până la 15 cm, de unde recomandarea de a purta ochelari de protecție pentru consumatori. Unii curăță cașcavalul de larve înainte de consum, alții nu.

## Aspect și gust
Yaroslav Trofimov, descria în The Wall Street Journal în anul 2000 cașcavalul ca fiind „o substanță vâscoasă cu miros puternic care arde limba și afectează alte părți ale corpului“. Susan Herrmann Loomis descrie un incident (într-un articol din 2002 din revista Bon Appétit):
… A înșfăcat o bucată de pane carasau, pâinea tradițională din Sardinia, a limpezit-o pentru a o înmuia și s-a îndreptat spre un borcan mare aflat la marginea mesei. A deschis borcanul, a luat o bucată de ceva care părea smântână groasă și a uns felia de pâine. …Când a terminat l-am întrebat ce a mâncat și s-a ridicat să îmi arate. În interiorul borcanului era pecorino, plin de viermișori albi. Auzisem de acest cașcaval, însă era prima oară când m-am aflat atât de aproape de el. …Un prieten de-al lui … a spus: „Este formaggio marcio [literal, brânză putrezită], brânză cu viermi. Este o delicatesă. Este cel mai frumos cadou pe care i-l poți face unui păstor sard“.

Cașcavalul este de obicei consumat cu pâine sardă (pane carasau) și Cannonau, un vin roșu puternic.

## Pericole
Au fost ridicate câteva probleme legate de siguranța alimentară a casu marzu:
- Rapoarte anecdotice legate de reacții alergice.
- Riscul descompunerii să avanseze într-un stadiu toxic. (În popor în Sardinia se crede că viermii vii indică faptul că acest lucru încă nu s-a întâmplat.)

Din cauza acestor probleme de siguranță, casu marzu nu poate fi comercializat în mod legal în Italia. În Sardinia această interdicție nu este respectată iar cașcavalul se găsește pe piața neagră la un preț triplu față de pecorino.